# Punkt zwyczajny
Punkt zwyczajny – punkt incydencji dokładnie dwóch prostych.
Pojęciem dualnym do punktu zwyczajnego jest prosta zwyczajna.